# Glyptothorax gracilis
Glyptothorax gracilis es una especie de peces de la familia Sisoridae en el orden de los Siluriformes.

## Morfología
• Los machos pueden llegar alcanzar los 12,7 cm de longitud total.

## Distribución geográfica
Se encuentra desde Sikkim y el Nepal hasta Himachal Pradesh (India ).